# Second Life
Second Life је онлајн мултимедијална платформа која омогућава људима да креирају аватар за себе, а затим ступају у интеракцију са другим корисницима и садржајем који креирају корисници у оквиру вишекорисничког онлајн виртуелног света. Развијен и у власништву фирме Linden Lab са седиштем у Сан Франциску и покренут 23. јуна 2003, бележи брз раст неколико година, док је 2013. имао око милион редовних корисника. Раст се на крају стабилизовао, а до краја 2017. број активних корисника је опао на „између 800.000 и 900.000”. На много начина, Second Life је сличан MMORPG. Међутим, Linden Lab наглашава да сврха платформе није игра: „Нема произведеног сукоба, нема постављеног циља”.
Виртуелном свету се може слободно приступити преко сопственог клијентског софтвера или алтернативних прегледача трећих страна. Корисници платформе, креирају виртуелне ликове себе, назване аватари, и могу да комуницирају са другим аватарима. Они могу да истражују свет (познат као мрежа), упознају друге становнике, друже се, учествују у индивидуалним и групним активностима, граде, стварају, купују и тргују виртуелном имовином и услугама једни са другима. Платформа углавном садржи 3D садржај који генеришу корисници. Second Life такође има сопствену виртуелну валуту, линденов долар (L$), која се може заменити валутом у стварном свету.